# أمادو كاريلو فوينتس
أمادو كاريلو فوينتس (بالإسبانية: Amado Carrillo Fuentes)‏ (17 ديسمبر 1956 - 3 يوليو 1997)، تاجر مخدرات مكسيكي.

## عن حياته
كان من كبار تجار المخدرات المكسيكيين الذي وصل نفوذه وسيطرته على كارتل خواريز بعد عملية اغتيال رئيسها الأسبق رافاييل أغيرالا مهرب المخدرات السابق، أصبح أماودو كارليو يحمل لقب «إل سنيور دي سيليوس» والتي تعني رب السموات والسبب يعود لأسطول الطائرات الكبير الذي كان يملكه لنقل المخدرات، أصبح معروفا بسبب قيامه بغسل أكثر من 20 مليون دولار أمريكي عبر كولمبيا لتمويل أسطول طائراته. وصفت إدارة مكافحة المخدرات الأمريكية كاريلو بأنه أخطر وأقوى مهرب مخدرات في عصره.

## وفاته
توفي في مستشفى مكسيكي بعد خضوعه لجراحة تجميلية تضمنت رقعة كبيرة من جسده حيث أنه في أيامه الآخيرة كان يتم تعقبه من قبل السلطات المكسيكية والأمريكية. يعتبر أمادو من أغنى المجرمين على مر العصور حيث أن ثروته الصافية كانت تقدر بي 25 مليار دولار أمريكي.
تكثفت الضغوط للقبض على كاريو بين السلطات الأمريكية والمكسيكية بعد أن بدأ الناس في ولاية موريلوس مسيرات صامتة ضد الحاكم خورخي كاريلو أوليا ورضاه المفترض عن العنف المرتبط بالمخدرات.امتلك Carrillo Fuentes منزلًا على بعد ثلاثة مبانٍ من المقر الرسمي للحاكم وكان يقيم بانتظام حفلات للمخدرات في بلدية Tetecala. أُجبر الحاكم كاريلو أوليا على الاستقالة واعتقل ؛وقد يكون هذا النوع من الضغط قد أقنع كاريلو فوينتيس بالخضوع لجراحة تجميل الوجه وجراحة شفط الدهون في البطن لتغيير مظهره في 4 يوليو 1997 ، في مستشفى سانتا مونيكا في مكسيكو سيتي. ومع ذلك ، أثناء العملية ، توفي بسبب مضاعفات ناجمة على ما يبدو إما عن دواء معين أو جهاز تنفس معطل (هناك القليل من الأوراق المتعلقة بوفاته).
```
كان اثنان من حراس Carrillo Fuentes الشخصيين في غرفة العمليات أثناء العملية.  في 7 نوفمبر 1997 ، تم العثور على الطبيبين اللذين أجروا جراحة كاريلو ميتين ، بداخل الخرسانة داخل براميل فولاذية ، وتظهر على أجسادهم علامات التعذيب.
```